# Ramifications
Ramifications es una composición para cuerdas del compositor húngaro György Ligeti. Fue terminada en 1968 y se estrenó en 1969.

## Composición y estreno
La composición está dedicada a Serge Koussevitzky y su esposa, Natalia Koussevitzky, y estuvo destinada a ser un regalo para la Fundación de Música Koussevitzky en la Biblioteca del Congreso. La primera versión, para orquesta de cuerdas, se estrenó en Berlín el 23 de abril de 1969. Michael Gielen dirigió la Radio-Sinfonie-Orchestre de Berlín en esta ocasión. La versión para 12 solistas se estrenó unos meses después, el 10 de octubre de 1969, en Saarbrücken, con la Kammerorchester des Saarländischen Rundfunks bajo la batuta de Antonio Janigro.

## Análisis
La pieza tiene un solo movimiento con una duración aproximada de ocho minutos. Está compuesta para un conjunto de 12 instrumentos de cuerda, dividido en dos grupos: el Grupo I integrado por cuatro violines, una viola y un violonchelo; y el Grupo II que comprende tres violines, una viola, un violonchelo y un contrabajo. Además, el Grupo I está afinado un cuarto de tono más alto (aproximadamente La = 453) que el Grupo II, que está en la afinación estándar (La = 440).
Además, el compás convencional se usa simplemente para sincronización y no funciona como indicador métrico. En consecuencia, no se hace hincapié en la ejecución de la pieza, y la pieza está destinada a ser interpretada con fluidez y sin un ritmo discernible. La composición pretende sonar como una textura heterogénea y amorfa en la que los dos grupos intentan volver a sintonizarse. La intención de Ligeti no era crear música microtonal, sino crear "música mal sintonizada". Los intérpretes están sentados uno cerca del otro, de modo que el público pueda escuchar la música como si viniera de una sola fuente.
La composición está concebida en dos versiones diferentes: una para 12 solistas y otra para orquesta de cuerdas. Para la versión orquestal, se recomienda que los instrumentos se distribuyan de manera equilibrada. Solo la versión de orquesta hace distinciones al interpretar tutti y partes solistas. Sin embargo, el propio Ligeti prefirió la versión para solistas.

## Grabaciones notables
A continuación se muestran algunas de las grabaciones más conocidas de esta pieza:
| Orquesta                         | Director         | Compañía discográfico | Año de grabación | Formato |
| -------------------------------- | ---------------- | --------------------- | ---------------- | ------- |
| Orchestre de Chambre de Toulouse | Louis Auriacombe | EMI                   | 1970             | CD      |
| Ensemble Intercontemporain       | Pierre Boulez    | Deutsche Grammophon   | 1982             | CD      |
| Ensemble "die reihe"             | Friedrich Cerha  | WERGO                 | 1988             | CD      |